# Jorge Insunza
Jorge Insunza Gregorio de Las Heras,  (Santiago, 12 de febrero de 1967) es un abogado, analista político, empresario y ex gerente de Comunicación Estratégica de Imaginacción. Político chileno, miembro del Partido por la Democracia (PPD). Se desempeñó como diputado de la República en representación del antiguo distrito n° 28, durante el período legislativo 2006-2010. Cuatro años después, volvió a ostentar el mismo cargo, pero esta vez en representación del distrito n.º 9, durante el periodo 2014-2018; el cual no logró finalizar, interrumpiendolo a causa de asumir como ministro secretario general de la Presidencia por un breve periodo entre mayo y junio de 2015, en el marco del segundo gobierno de Michelle Bachelet.

## Familia y estudios
Nació el 12 de febrero de 1967 en Santiago, hijo del exdiputado comunista Jorge Insunza Becker y de la educadora depárvulos y pianista Magda Gregorio de Las Heras. Es descendiente de Juan Gregorio de Las Heras, uno de los generales de la independencia de Chile que logró la rendición de los españoles en la batalla de Maipú.[cita requerida]
Realizó sus estudios secundarios en el Liceo Experimental Manuel de Salas, del cual fue expulsado en agosto de 1984 por participar en actividades políticas ligadas a la organización del movimiento de estudiantes secundarios quienes luchaban contra la dictadura de Pinochet, que sentó las bases de la refundación de la Federación de Estudiantes Secundarios de Santiago (Feses). Debido a lo anterior, se matriculó en el Liceo Francisco de Miranda de la comuna de Peñalolén para concluir su cuarto año de enseñanza media, pero, tras dirigir la toma del Liceo Valentín Letelier fue víctima de un intento de secuestro por parte de la Central Nacional de Informaciones (CNI) que lo obligó a huir a Argentina donde se mantuvo en la clandestinidad durante seis meses. En 1985 terminó su educación secundaria realizando exámenes libres.
Entre 1987 y 1989, continuó los estudios superiores en la carrera de derecho en la Universidad Diego Portales y, después, prosiguió la carrera en la Universidad Bolivariana de Chile los años 1994-1997 y 2003-2004, teniendo la calidad de Licenciado en Ciencias Jurídicas y Sociales y abogado.
Se casó en la comuna de Ñuñoa, en 1993, con Claudia Soledad Jara Meza, con quien es padre de dos hijos, Camila y Jorge.

## Carrera profesional
En 1992 comenzó trabajando como analista político en la empresa Civitas Consultores. En 1996 fundó Sistema Consultores, empresa orientada a prestar asesorías a gobiernos, parlamentarios y empresas en análisis de escenarios políticos, tendencias de opinión pública, manejos de crisis y sistemas de inteligencia de mercados.
Fue asesor y diseñador de las campañas parlamentarias de Patricio Hales en 1997 y de Fernando Flores en 2001. También realizó asesorías políticas a los Gobiernos de los presidentes de la República Eduardo Frei Ruiz-Tagle y Ricardo Lagos, a los ministerios de Hacienda, Salud, Trabajo, Energía, Secretaría General de Gobierno. Además, fue colaborador del exministro Sergio Bitar en la redacción de sus discursos políticos.
En 1998 trabajó para el entonces senador Fernando Flores como traductor de su libro Abrir nuevos mundos y como director del Taller Política y Poder del Club de Emprendedores. Entre 2011 y 2013 fue gerente de comunicación Estratégica en Imaginaccion Consultores del exministro Enrique Correa Ríos.
Paralelamente, ha sido profesor ayudante en la Universidad Diego Portales en las cátedras "Temas Fundamentales de la Política", y 'Maquiavelo y Renacimiento". En el Master of Business Administration dictado por la Universidad Adolfo Ibáñez fue profesor en las cátedras "Negociación y Poder", y "Apreciación de Situación y Actores".
Ha publicado 3 libros. El año 2005 publica "La apuesta de Chile, nuestro lugar en la globalización" en donde analiza la estrategia de Chile y la tensiones geopolíticas que enfrenta el país. En 2018 publica "Nudos ideológicos de la Constitución", donde estudia la formación de la Constitución de 1980 y las matrices conceptuales de sus normas relacionadas con el "derecho natural, subsidiaredad del Estado, la protección del derecho de propiedad y la idea de Nación. En 2022 publica "Jorge Insunza Becker,  escritos políticos e ideológicos" donde realiza una recopilación de los artículos, documentos, discursos y entrevistas de su padre Jorge Insunza Becker.

## Carrera política

### Inicios
Desde 1983 fue un activo militante de las Juventudes Comunistas de Chile (JJCC), donde se destacó por su trabajo en la organización del movimiento estudiantil secundario opositor a la dictadura militar del general Augusto Pinochet. Entre 1987 y 1988 fue dirigente estudiantil de la Universidad Diego Portales, donde se postuló como candidato a presidir de la Federación de Estudiantes de esa casa de estudios, sin resultar electo.
En 1990, renunció a las Juventudes Comunistas y al año siguiente, se incorporó al Partido Socialista de Chile (PS). En 1996, ingresó al Partido por la Democracia (PPD). En 2000, fue elegido miembro de la directiva nacional de la colectividad y entre 2000 y 2004, fue parte de los equipos de negociación y dirección para las elecciones municipales. En 2002 se integró a la Comisión Política del partido.

### Diputado
En las elecciones parlamentarias de 2005, fue elegido como diputado por el distrito n° 28, integrado por las comunas de Lo Espejo, Pedro Aguirre Cerda y San Miguel, por el periodo legislativo 2006-2010. Durante su gestión, integró las comisiones permanentes de Familia; Vivienda y Desarrollo Urbano, que presidió; Ciencia y Tecnología; y Hacienda. Junto con las comisiones investigadoras sobre Casinos de Juego; sobre Platas Públicas entregadas a la Corporación de Desarrollo de Arica y Parinacota (CORDAP); y sobre Codelco-Chile, que presidió. Además de las comisiones especiales de la Juventud; la Mixta de Presupuestos; y sobre la Deuda Histórica de los profesores. Integró los grupos interparlamentarios chileno-argentino; chileno-australiano; chileno-neerlandés; chileno-neozelandés y chileno-sueco.
Para las elecciones parlamentarias de 2009, se presentó a la reelección por el mismo distrito n° 28. A pesar de lograr el segundo lugar de las votaciones con un 24%, no logró ser reelegido por efectos del sistema binominal.
En las elecciones parlamentarias de 2013 fue candidato por el distrito n° 9, de la región de Coquimbo, zona en la que su padre fue postulante a diputado y senador en ocasiones anteriores. Su designación llegó tras la bajada del cuestionado Víctor Manuel Rebolledo, quien originalmente aspiraba al cupo. Allí logró el segundo lugar de las votaciones con cerca del 29% de las preferencias, lo que sumado a la alta votación del socialista Luis Lemus permitió el doblaje de la coalición Nueva Mayoría.
Se integró a la Cámara el 11 de marzo de 2014. Fue integrante de las Comisiones Permanentes de Constitución, Legislación y Justicia; Defensa Nacional; Recursos Hídricos y Desertificación; y Minería y Energía. En 2014 participó en la Comisión Permanente de Régimen Interno, Administración y Reglamento. Así mismo fue miembro de la Comisión Investigadora sobre irregularidades cometidas en perjuicio de la Empresa Nacional de Minería; y de Actos de órganos en materia de protección de la salud y el medio ambiente en Antofagasta.

### Ministro de Bachelet e investigación judicial

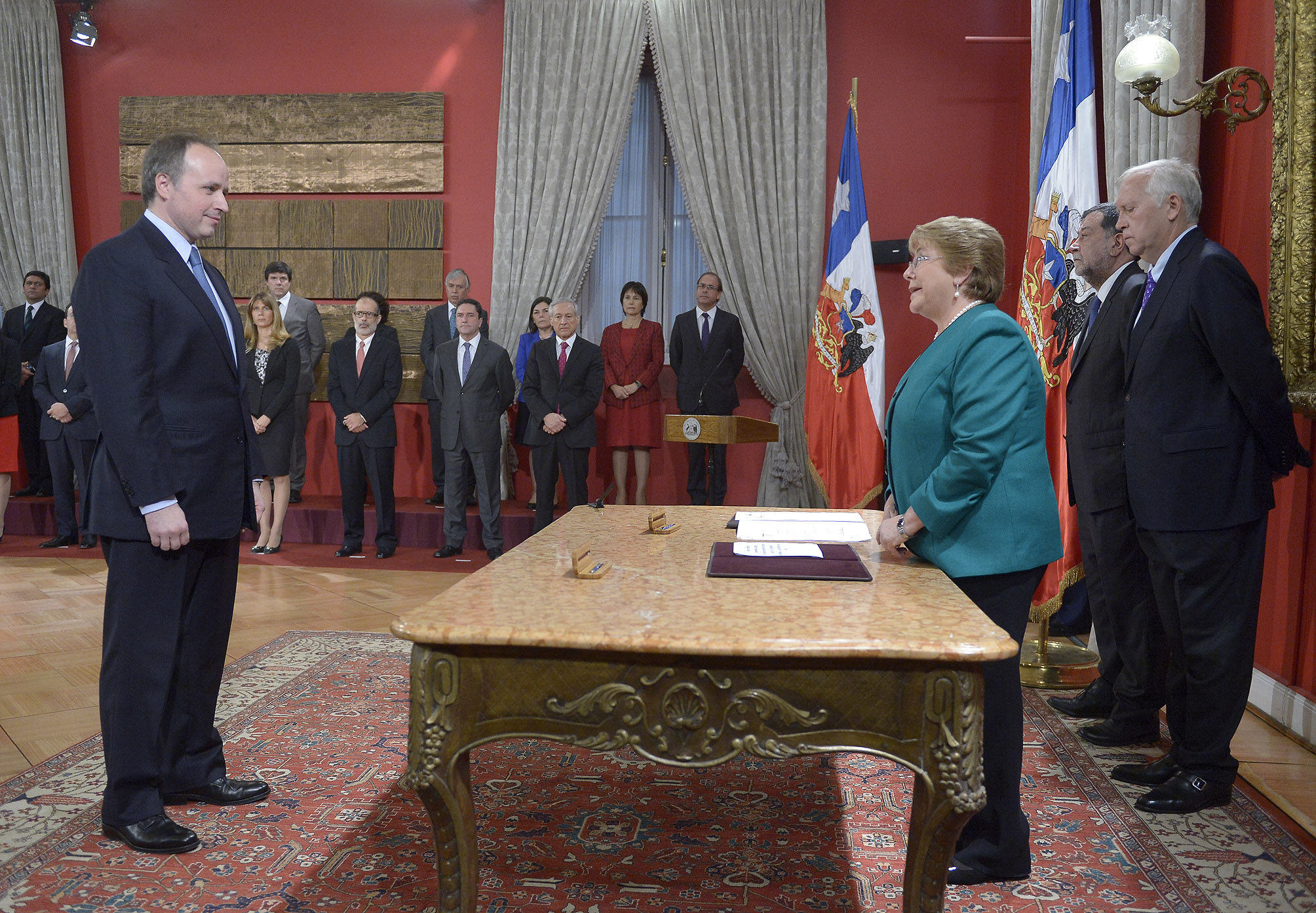
Jorge Insunza asumiendo como ministro en 2015.

El 11 de mayo de 2015 dejó su cargo como diputado para asumir como ministro secretario general de la Presidencia, durante el segundo gobierno de la presidenta Michelle Bachelet. Para definir a su reemplazante en la Cámara de Diputados, el PPD realizó el 19 de julio una consulta voluntaria, participativa y ciudadana en la Región de Coquimbo.
A inicios de junio de ese año, Codelco emitió un informe donde se revelaron pagos por asesorías a Sistema Consultores, empresa de su autoría, por un monto superior a los USD 300 mil entre 1997 y 2014. También se dieron a conocer asesorías de otra empresa de su propiedad, Virtus Consultores, a la minera Antofagasta Minerals, perteneciente al grupo Luksic, entre los años 2007 y 2014, periodo en que presidía la comisión de Minería en la Cámara de Diputados. Esto llevó a que políticos de oposición y de la propia coalición gobernante lo criticaran e incluso se le instara a renunciar al cargo.
El 7 de junio presentó su renuncia, por lo cual estuvo en el cargo de ministro de Estado por solo 27 días. En su reemplazo asumió la abogada Patricia Silva Meléndez, en calidad de subrogante (s) hasta el 27 de junio, cuando asumió el cargo formalmente el entonces ministro de Educación Nicolás Eyzaguirre.
El 21 de junio de 2016 la Fiscalía Metropolitana Oriente inició una investigación por cohecho, negociación incompatible y delitos tributarios en su contra por las asesorías que realizó a Antofagasta Minerals, a través de su empresa, Virtus Consultores, a cargo del Fiscal Carlos Gajardo.
El 11 de diciembre de 2018 la Fiscalía comunicó su "decisión de no perseverar" señalando que "no había antecedentes para fundar una acusación, ni mucho menos una fomalización ". Finalmente, el 8 de enero de 2021 la defensa solicitó el sobreseimiento definitivo de la causa. La fiscalía aceptó esa solicitud y el juez de garantía acogió ese sobreseimiento definitivo fundado en el Art. 250 letra A (del código Procesal Penal), que indica que los hechos no eran constitutivos de delito, que se invoca cuando no hay delito. 

## Historial electoral

### Elecciones parlamentarias de 2005
- Elecciones parlamentarias de 2005, candidato a diputado por el distrito 28 (Lo Espejo, Pedro Aguirre Cerda y San Miguel) [12]

### Elecciones parlamentarias de 2009
- Elecciones parlamentarias de 2009, candidato a diputado por el distrito 28 (Lo Espejo, Pedro Aguirre Cerda y San Miguel)[13]

### Elecciones parlamentarias de 2013
- Elecciones parlamentarias de 2013, candidato a diputado por el distrito 9 (Combarbalá, Canela, Illapel, Los Vilos, Punitaqui, Salamanca  y Monte Patria)[14]

### Elecciones de convencionales constituyentes de 2021
- Elecciones de convencionales constituyentes de 2021, para convencional constituyente por el distrito 13, compuesto por las comunas de El Bosque, La Cisterna, Lo Espejo, Pedro Aguirre Cerda, San Miguel y San Ramón.[15]